# Xã Dry Lake, Quận Ramsey, Bắc Dakota
Xã Dry Lake (tiếng Anh: Dry Lake Township) là một xã thuộc quận Ramsey, tiểu bang Bắc Dakota, Hoa Kỳ. Năm 2010, dân số của xã này là 44 người.